# 游宗儒
游宗儒（1992年5月21日—），外號「瘦子」，為一名台灣棒球選手，曾效力中華職棒Lamigo桃猿隊、味全龍隊，為後援投手，於2015年季中選秀被Lamigo桃猿以第四輪第16順位選進，退伍後簽約，但2018年11月30日遭到釋出，後於中國從事食品加工行業，並參加中國棒球職業聯賽的選秀會，被天津雄獅隊選中，延續棒球生涯。在轉行從事食品加工業期間，味全龍隊總教練葉君璋曾與之聯繫，但當時因信心不足之故而婉拒。事過境遷，在中國棒球職業聯賽賽季結束之後，主動向味全龍隊表達測試意願，2020年1月初加入球隊訓練，通過球隊測試，並與味全龍隊完成簽約。2022年球季結束後遭到釋出。

## 經歷
- 桃園縣楊梅鎮高榮國民小學少棒隊
- 桃園縣立新明國民中學青少棒隊
- 桃園縣立平鎮高級中學青棒隊
- 桃園市萬能科技大學棒球隊
- 桃園航空城棒球隊（2010年－2014年5月、2014年8月－10月）
- 爆米花夏季聯盟崇越隼鷹隊（2014年5月24日－8月）
- 國訓中心棒球隊（2014年10月－2015年10月）
- 中華職棒Lamigo桃猿（2015年－2018年）
- 中國棒球職業聯賽天津雄獅（2019年）
- 中華職棒味全龍（2020年2月－2022年12月）

## 投球特點
投球姿勢為側投的游宗儒，原本就讀平鎮高中時為下勾，直到畢業後先加入桃園航空城棒球隊，經由梁如豪教練的建議改為側投，自此球速大幅提升，最快可到147公里，亦有多種變化球種，投手教練吳俊良認為其投球型態很像李振昌和林昌勇，雖不如前兩者，但值得期待。游被認為是桃猿牛棚的新戰力，然身材單薄問題，乃適應職棒球季的一大挑戰。

## 職棒生涯成績
| 年度 | 球隊       | 背號 | 出賽 | 先發 | 勝投 | 敗投 | 中繼 | 救援 | 完投 | 完封 | 四死 | 三振 | 責失 | 投球局數 | 自責分率 | 被上壘率 |
| ---- | ---------- | ---- | ---- | ---- | ---- | ---- | ---- | ---- | ---- | ---- | ---- | ---- | ---- | -------- | -------- | -------- |
| 2016 | Lamigo桃猿 | 73   | 26   | 0    | 1    | 0    | 0    | 0    | 0    | 0    | 12   | 15   | 31   | 29.0     | 9.62     | 2.03     |
| 2017 | Lamigo桃猿 | 31   | 18   | 0    | 2    | 1    | 0    | 0    | 0    | 0    | 13   | 7    | 13   | 17.1     | 6.75     | 2.25     |
| 2018 | Lamigo桃猿 | 31   | 2    | 0    | 0    | 0    | 0    | 0    | 0    | 0    | 3    | 0    | 4    | 1.0      | 36.00    | 5.00     |
| 2021 | 味全龍     | 0    | 8    | 0    | 0    | 0    | 0    | 0    | 0    | 0    | 8    | 3    | 12   | 6.1      | 17.05    | 2.37     |
| 2022 | 味全龍     | 0    | 2    | 0    | 0    | 0    | 0    | 0    | 0    | 0    | 1    | 1    | 4    | 1.1      | 27.00    | 4.50     |
| 合計 | 5年        | －   | 56   | 0    | 3    | 1    | 0    | 0    | 0    | 0    | 40   | 26   | 64   | 55       | 10.47    | 2.25     |

## 特殊記錄
- 2016年9月2日於桃園國際棒球場面對中信兄弟七局上登板中繼0.2局無失分，下半局靠林泓育滿貫全壘打逆轉戰局，加上後續投手守成，取得生涯首勝。

## 外部連結
- 游宗儒在台灣棒球維基館上的頁面（繁體中文）
- 球員資訊和成績在中華職棒官網（中文）